# Николо-Пенье (Борисоглебский район)
Николо-Пенье — село Борисоглебского района Ярославской области, входит в состав Борисоглебского сельского поселения.

## География
Расположено в 15 км на северо-запад от райцентра посёлка Борисоглебский.

## История
По преданию в 1688 году был поставлен деревянный храм. Каменная пятиглавая церковь с колокольней во имя св. Николая построена в 1863 года усердием крестьянина Писцова, деревянная церковь была окончательно разрушена 28 июня 1878 года.
В конце XIX — начале XX село входило в состав Вощажниковской волости Ростовского уезда Ярославской губернии. В 1885 году в деревне было 25 дворов.
С 1929 года село входило в состав Михайловского сельсовета Борисоглебского района, с 1954 года — в составе Пестовского сельсовета, с 1959 года — в составе Краснооктябрьского сельсовета, с 2005 года — в составе Борисоглебского сельского поселения.

## Население
| 1859 | 2007 | 2010 |
| ---- | ---- | ---- |
| 144  | ↘0   | →0   |

## Достопримечательности
В селе расположена недействующая Церковь Николая Чудотворца (1863).